# Desoria duodecimoculata
Desoria duodecimoculata is een springstaartensoort uit de familie van de Isotomidae. De wetenschappelijke naam van de soort is voor het eerst geldig gepubliceerd in 1927 door Denis.